# Франк, Луи Бернар
Луи Бернар Франк (фр. Louis Bernard Francq; 1766—1818) — французский военный деятель, полковник (1809 год), барон (1810 год), участник революционных и наполеоновских войн.

## Биография
Родился в семье батрака. Начал службу 27 августа 1782 года конным егерем в Нормандском полку (с 1791 года – 11-й конно-егерский полк). С 1792 по 1796 годы сражался в Северной, Арденнской и Самбро-Мааской армий. Был ранен пулей в левую ногу 26 июня 1794 года во время битвы при Флёрюсе.
27 сентября 1796 года участвовал в бою у реки Зельц рядом с Нидер-Ольмом. Отличился в боях у Хёхштедта и Нойбурга 19 и 28 июня 1800 года.
26 октября 1800 года был переведён в полк конных егерей гвардии. Преподавал верховую езду командиру эскадрона Эжену де Богарне, с которым состоял в близких дружеских отношениях. 13 октября 1802 года был произведён в капитаны. Участвовал в Австрийской кампании 1805 года, отличился в знаменитой атаке гвардейской кавалерии при Аустерлице. Получил повышение, и возглавил эскадрон в полку. Участвовал в Польской кампании 1807 года, отличился в сражении при Эйлау. Затем был переброшен с полком в Испанию в 1808 году. В ходе Австрийской кампании 1809 года был ранен 6 июля 1809 года пулей в левую ступню при Ваграме.
3 августа 1809 года был произведён Наполеоном в полковники, и возглавил 10-й кирасирский полк. 21 мая оставил полк, и 6 августа 1812 года был вынужден выйти в отставку из-за серьёзных проблем со здоровьем.

## Воинские звания
- Бригадир (11 февраля 1785 года);
- Бригадир-фурьер (25 марта 1791 года);
- Вахмистр (1 января 1793 года);
- Младший лейтенант (11 августа 1793 года);
- Лейтенант (1 апреля 1800 года);
- Капитан гвардии (13 октября 1802 года);
- Командир эскадрона гвардии (18 декабря 1805 года);
- Полковник (3 августа 1809 года).

## Титулы
- Шевалье Франк и Империи (фр. chevalier Francq et de l'Empire; патент подтверждён 20 августа 1808 года);
- Барон Франк и Империи (фр. baron Francq et de l'Empire; декрет от 15 августа 1809 года, патент подтверждён 26 апреля 1810 года)[1].

## Награды
Легионер ордена Почётного легиона (14 июня 1804 года)
 Офицер ордена Почётного легиона (14 марта 1806 года)